# ضربات صواريخ كروز على العراق (1993)
تم قصف العراق في يونيو 1993 بأمر من الرئيس الأمريكي بيل كلينتون كرد انتقامي وتحذير بعد اتهام عملاء المخابرات العراقية بمحاولة اغتيال الرئيس الأمريكي السابق جورج بوش الأب خلال زيارته للكويت من 14–16 أبريل 1993. في 27 يونيو 1993، أطلقت 23 صاروخًا من طراز توماهوك بواسطة سفينتين حربيتين تابعتين للبحرية الأمريكية نحو وسط بغداد. أصابت هذه الصواريخ مبنى يُعتقد أنه مقر جهاز المخابرات العراقي في منطقة المنصور ببغداد. ادعت العراق أن الهجوم أسفر عن مقتل تسعة مدنيين وتدمير ثلاثة منازل.

## مخطط اغتيال جورج بوش الأب
في ليلة 13 أبريل 1993، قبل يوم من موعد زيارة جورج بوش الأب إلى مدينة الكويت للاحتفال بانتصار التحالف الدولي ضد العراق في حرب الخليج، اعتقلت السلطات الكويتية 14 شخصًا يشتبه في تورطهم في مخطط لقتل بوش باستخدام متفجرات مخبأة في سيارة تويوتا لاند كروزر.
استعادت السلطات الكويتية السيارة، التي كانت تحتوي على ما بين 80 إلى 90 كيلوغرامًا من المتفجرات البلاستيكية، المكونة في الغالب من أر دي اكس، مرتبطة بفتيل (الذي سُمّي بـ "جهاز بوش" في تقرير مختبر مكتب التحقيقات الفيدرالي). كما استعادوا عشرة أجهزة متفجرة بلاستيكية على شكل مكعبات مزودة بفتيل (سُميت بـ "قنابل المكعب" في تقرير مختبر مكتب التحقيقات الفيدرالي) من السيارة.
سافر المحققون من مكتب التحقيقات الفيدرالي والخدمة السرية ووكالات أخرى إلى الكويت فور إعلان الاعتقالات. قالت إدارة كلينتون إنها ستنظر في اتخاذ إجراءات ضد العراق إذا كان لديها دليل قاطع على تورط العراق في محاولة الاغتيال.

### الجهة المسؤولة
كان كلينتون مقتنعًا بأن الهجوم تم التخطيط له من قبل جهاز المخابرات العراقي بناءً على ثلاث قطع من الأدلة. أولاً، قدم المشتبه بهم في المخطط اعترافات تفصيلية لعملاء مكتب التحقيقات الفيدرالي في الكويت، بما في ذلك زعيمان مزعومان للمخطط، رعد الأسدي ووالي عبد الهادي الغزالي، وكلاهما من العراقيين. ذكر الأسدي أنه كان مسؤولًا عن توجيه سيارة القنبلة، بينما قال الغزالي إنه كان سيتولى تفجير القنبلة لقتل بوش. ثانياً، ربط خبراء المتفجرات في مكتب التحقيقات الفيدرالي القنبلة التي تزن 175 رطلاً، والتي تم العثور عليها في مدينة الكويت، بمتفجرات سابقة صنعت في العراق. ثالثًا، أشارت التقييمات الاستخباراتية إلى أن الرئيس العراقي صدام حسين هدد علنًا بوش، بما في ذلك وعده بملاحقة بوش ومعاقبته عبر وسائل الإعلام العراقية الرسمية، حتى بعد مغادرة بوش للمنصب. كما وعدت إدارة كلينتون بمعاقبة العراق إذا تم العثور على الأفراد المتهمين في مخطط الاغتيال مذنبين بالتصرف بناءً على أوامر من العراق. اعترف اثنان على الأقل من المدعى عليهم بالذنب في أوائل يونيو 1993، قبل الضربة الصاروخية. كلاهما ذكر في المحكمة أنه تم تجنيدهما من قبل رجال يعتقدان أنهم عملاء استخبارات عراقيون، وأنهما قادا السيارة المحملة بالمتفجرات من العراق إلى الكويت.
أجرت وكالة الاستخبارات المركزية (CIA) تحليلًا من مركز مكافحة الإرهاب في 13 مايو 1993، يدعي أن السلطات الكويتية قد "زيفت الأدلة" على مخطط الاغتيال. ذكرت تحليلات وكالة الاستخبارات المركزية أن الحكومة الكويتية قد استخدمت اكتشاف مخطط تهريب أسلحة عراقي غير ذي صلة للترويج لمخطط ضد بوش. وأشارت إلى أن بعض الأدلة، بما في ذلك أجهزة التفجير التي تتطابق مع تلك المستخدمة في العمليات العراقية، تشير بالتأكيد إلى تورط عراقي. ومع ذلك، لم تتمكن من تأكيد التأكيد الكويتي بأن المخطط كان موجهًا نحو بوش. وصف المسؤولون الأمريكيون التقرير بأنه "تقرير مؤقت" واقترحوا أن عمليات مكتب التحقيقات الفيدرالي اللاحقة تركت المجال مفتوحًا لاحتمال وجود مخطط عراقي ضد حياة بوش. في أكتوبر 1993، هاجم الصحفي الاستقصائي في "نيويوركر" سيمور هيرش قضية الحكومة الأمريكية بأنها "معيبة بشكل خطير". وأشار إلى أن سبعة خبراء في الهندسة الإلكترونية والمتفجرات الذين شاهدوا صور الجهاز المتفجر في الكويت وجهاز معروف عراقي قالوا له إن "كلاهما كان معدات عامة بدون خصائص فريدة". كما قال هيرش إن بعض المشتبه بهم في التفجير تبرأوا من اعترافاتهم وادعوا أنهم تعرضوا للضرب.
في عام 1993، بدأت المحاكمات للرجال المتهمين في مخطط الاغتيال. في عام 1994، حُكم على عشرة عراقيين وثلاثة كويتيين لدورهم في المخطط، بما في ذلك خمسة عراقيين وكويتي واحد حكم عليهم بالإعدام. تمت تبرئة مدعى عليه واحد خلال المحاكمة. وكان الغزالي من المدعى عليهم الذين اعترفوا بالذنب وكان من الأفراد الذين حكم عليهم بالإعدام. ذكر بعد حكمه أنه حاول اغتيال بوش انتقامًا لحرب الخليج ولعائلته، مدعيًا أن 16 فردًا من عائلته قتلوا بسبب تصرفات بوش. كما ذكر مدعى عليه آخر اعترف بالذنب أنه كان مدفوعًا للانضمام إلى العملية مقابل أجر. في مارس 1995، upheldت المحكمة العليا الكويتية حكمين بالإعدام، بينما خففت أحكام الإعدام لثلاثة عراقيين إلى السجن مدى الحياة وألغت عقوبة الإعدام لأحد الكويتيين بتهمة أقل مما أسفر عن حكم بالسجن خمس سنوات.

## الهجوم بالصواريخ على بغداد
بين الساعة 1:00 صباحًا و2:00 صباحًا بالتوقيت المحلي في 26-27 يونيو 1993، أطلقت 23 صاروخًا من طراز توماهوك من قبل سفينتين حربيتين تابعتين للبحرية الأمريكية نحو وسط بغداد. أصابت هذه الصواريخ مبنى يُعتقد أنه مقر جهاز المخابرات العراقي في منطقة المنصور. ادعت العراق أن الهجوم أسفر عن مقتل تسعة مدنيين وتدمير ثلاثة منازل. أُطلقت الصواريخ من المدمرة يو إس إس بيترسن في البحر الأحمر والطراد يو إس إس تشانسيلورسفيل في الخليج العربي. 

أفاد وزير الدفاع الأمريكي ليز أسبين، في مقابلة مع صحيفة "واشنطن بوست" في 27 يونيو 1993:
ما نقوم به هو إرسال رسالة ضد الأشخاص المسؤولين عن التخطيط لهذه العملية... (إذا) طلب أي شخص من نفس الأشخاص القيام بذلك مرة أخرى، فسوف يتذكرون هذه الرسالة.